# Atrophaneura
Atrophaneura este un gen de fluturi din familia Papilionidae a căror arie de răspândire majoră include continentul Asiatic.

## Ciclul de viață
Ouăle sunt simple. Larvele sun asemănătoare cu cele ale speciilor din tribul Troidini. Sursa lor de hrană constituie speciile de Aristolochia și Thottea. Crisalidele au un aspect care le poate face să se confunde cu frunzele moarte sau cu crenguțele. Adulții se hrănesc cu nectar. 
Este bine cunoscută biologia speciilor Atrophaneura hector și Atrophaneura aristolochiae.

## Galerie

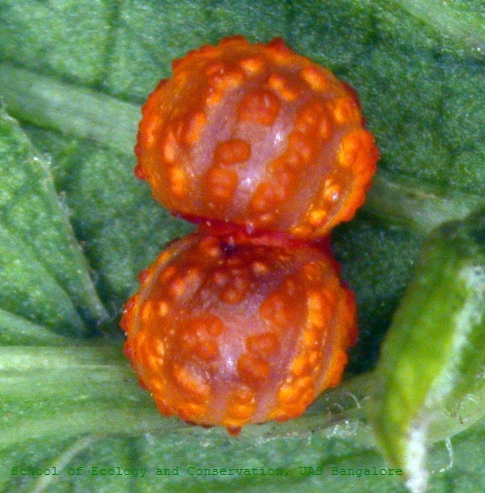
Oul de Atrophaneura hector
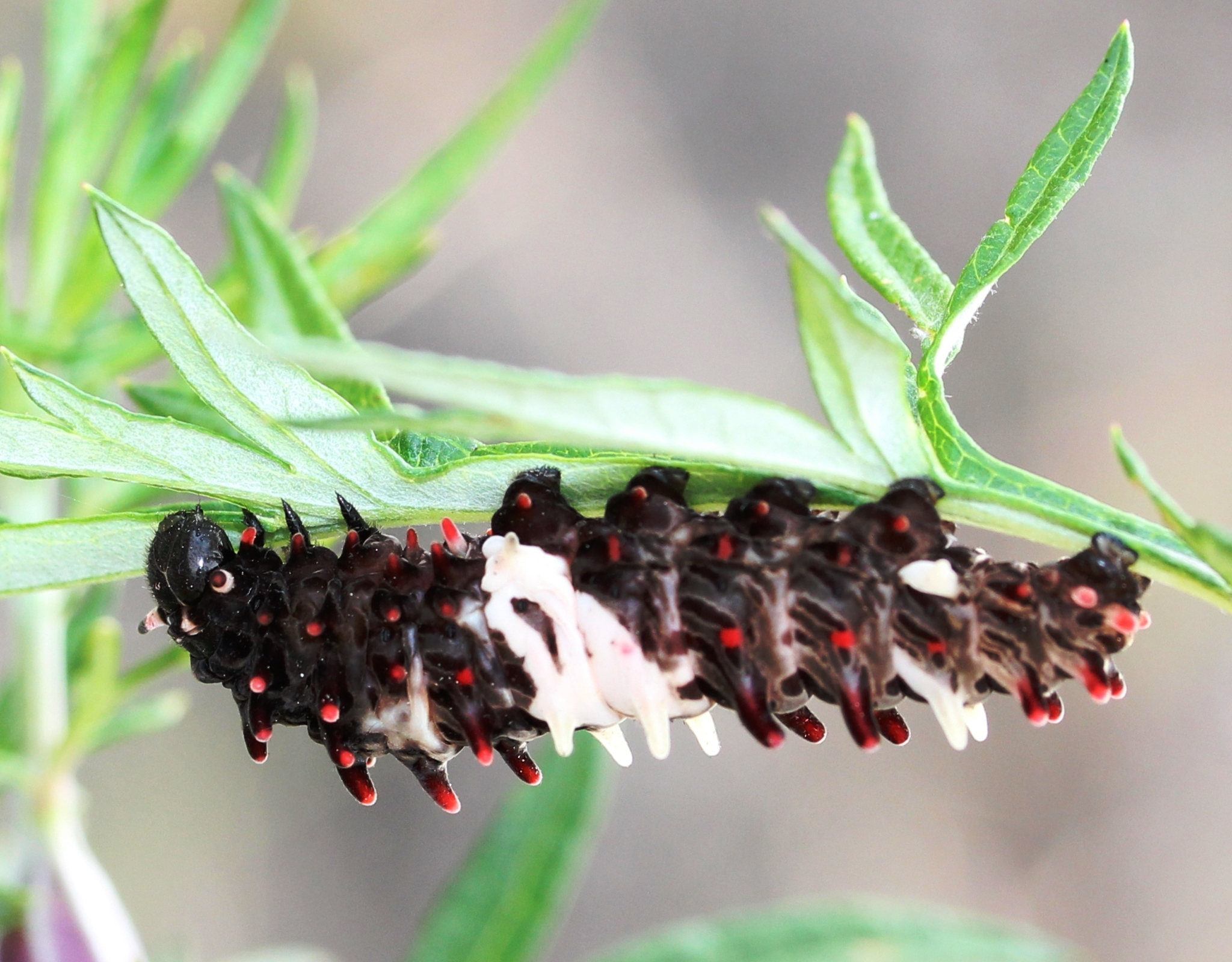
Larva de Atrophaneura alcinous
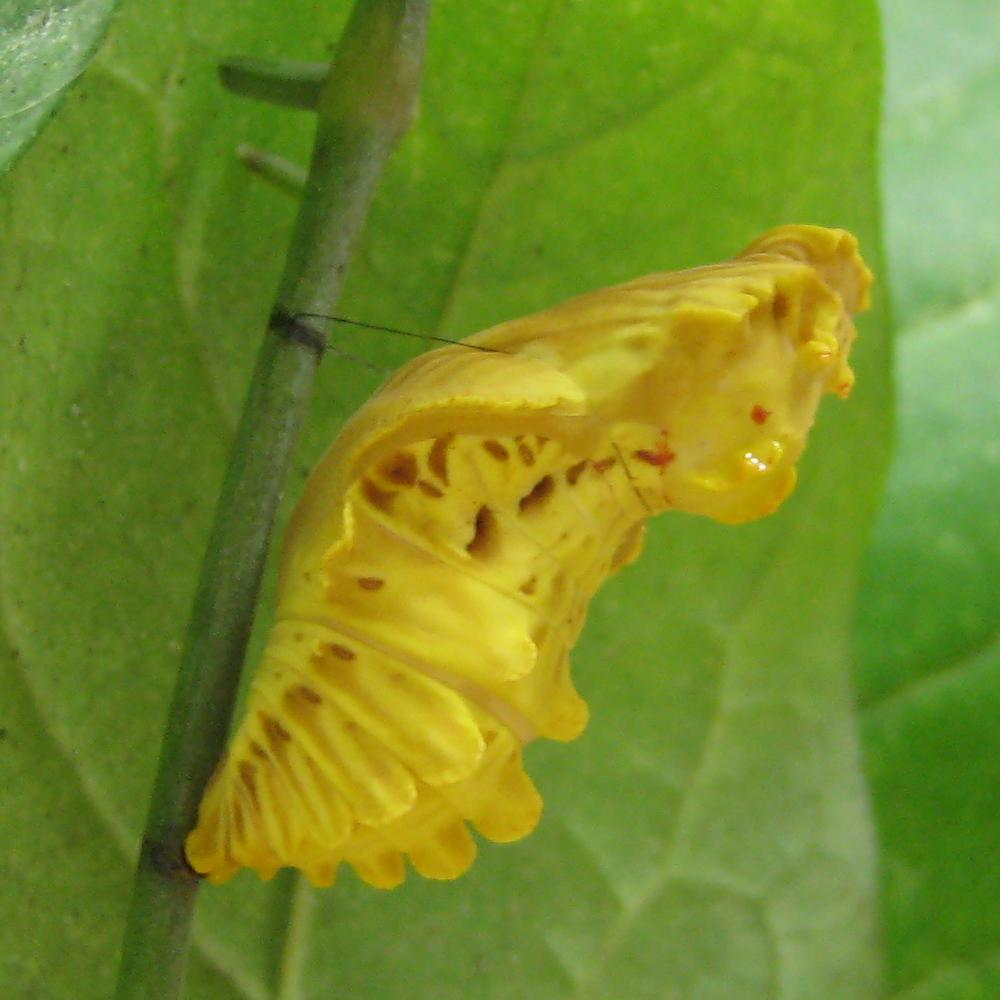
Pupa de Atrophaneura alcinous
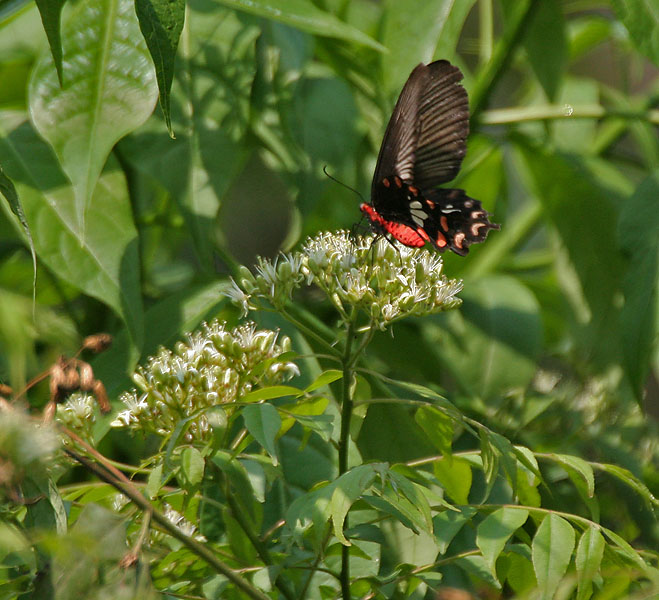
Atrophaneura  aristolochiae hrănindu-se cu  Murraya koenigii.

## Specii
Speciile sunt listate alfabetic în cadrul grupelor din care fac parte: 

Grupul latreillei (subgenul Byasa):
- Atrophaneura adamsoni (Grose-Smith, 1886)
- Atrophaneura alcinous (Klug, 1836)
- Atrophaneura crassipes (Oberthür, 1893)
- Atrophaneura daemonius (Alphéraky, 1895)
- Atrophaneura dasarada (Moore, 1857)
- Atrophaneura hedistus (Jordan, 1928)
- Atrophaneura impediens (Rothschild, 1895)
- Atrophaneura laos Riley & Godfrey, 1921
- Atrophaneura latreillei (Donovan, 1826)
- Atrophaneura mencius (C. & R. Felder, 1862)
- Atrophaneura nevilli (Wood-Mason, 1882)
- Atrophaneura plutonius (Oberthür, 1876)
- Atrophaneura polla (de Nicéville, 1897)
- Atrophaneura polyeuctes (Doubleday, 1842)
- Atrophaneura rhadinus (Jordan, 1928)

Grupul nox (subgenul Atrophaneura):

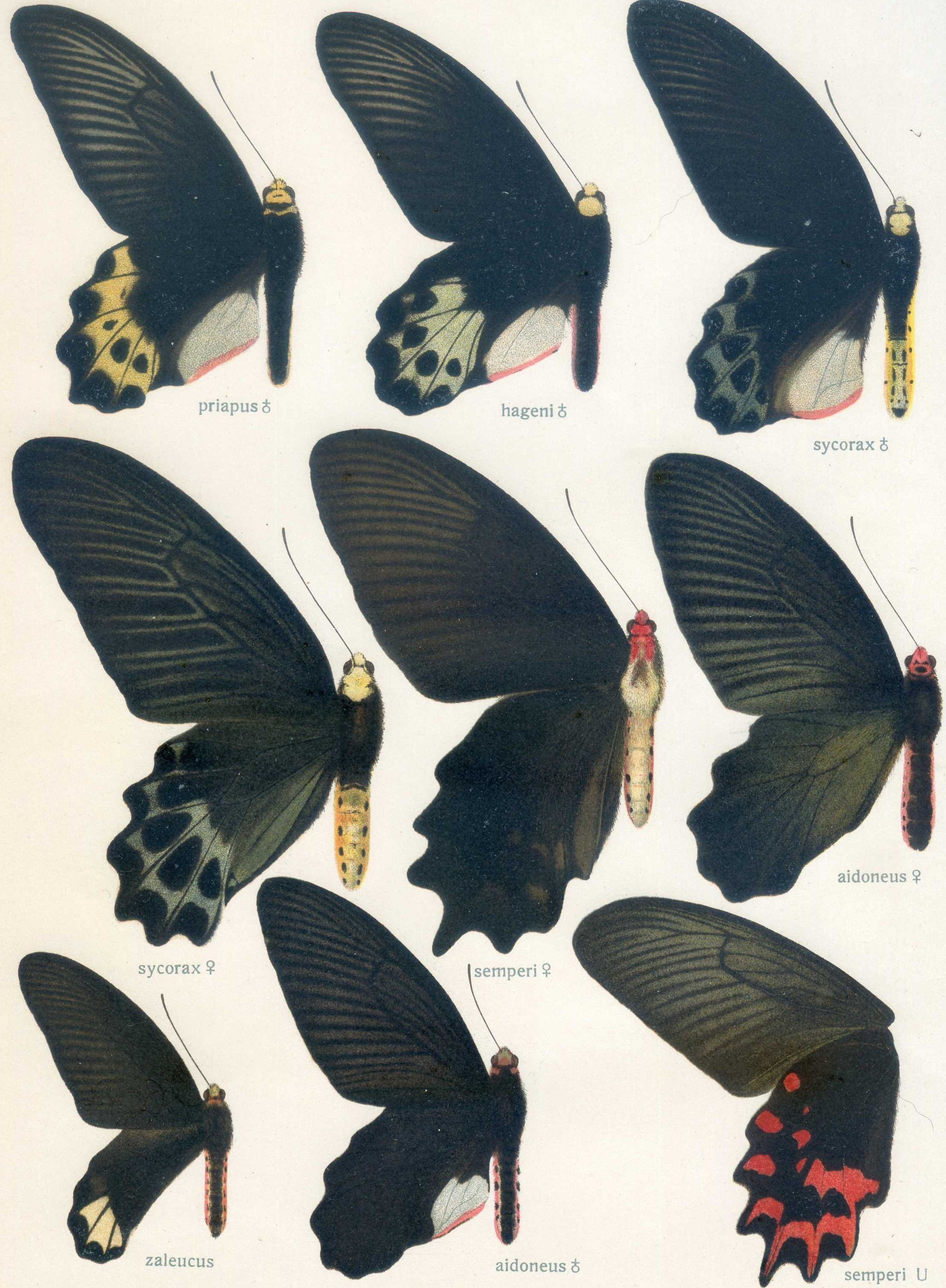

- Atrophaneura aidoneus (Doubleday, 1845)
- Atrophaneura dixoni (Grose-Smith, 1900)
- Atrophaneura horishana (Matsumura, 1910)
- Atrophaneura kuehni (Honrath, 1886)
- Atrophaneura luchti (Roepke, 1935)
- Atrophaneura nox (Swainson, 1822)
- Atrophaneura priapus (Boisduval, 1836)
- Atrophaneura semperi (C. & R. Felder, 1861)
- Atrophaneura sycorax (Grose-Smith, 1885)
- Atrophaneura varuna (White, 1842)
- Atrophaneura zaleucus (Hewitson, [1865])

Grupul coon (subgenul Losaria):

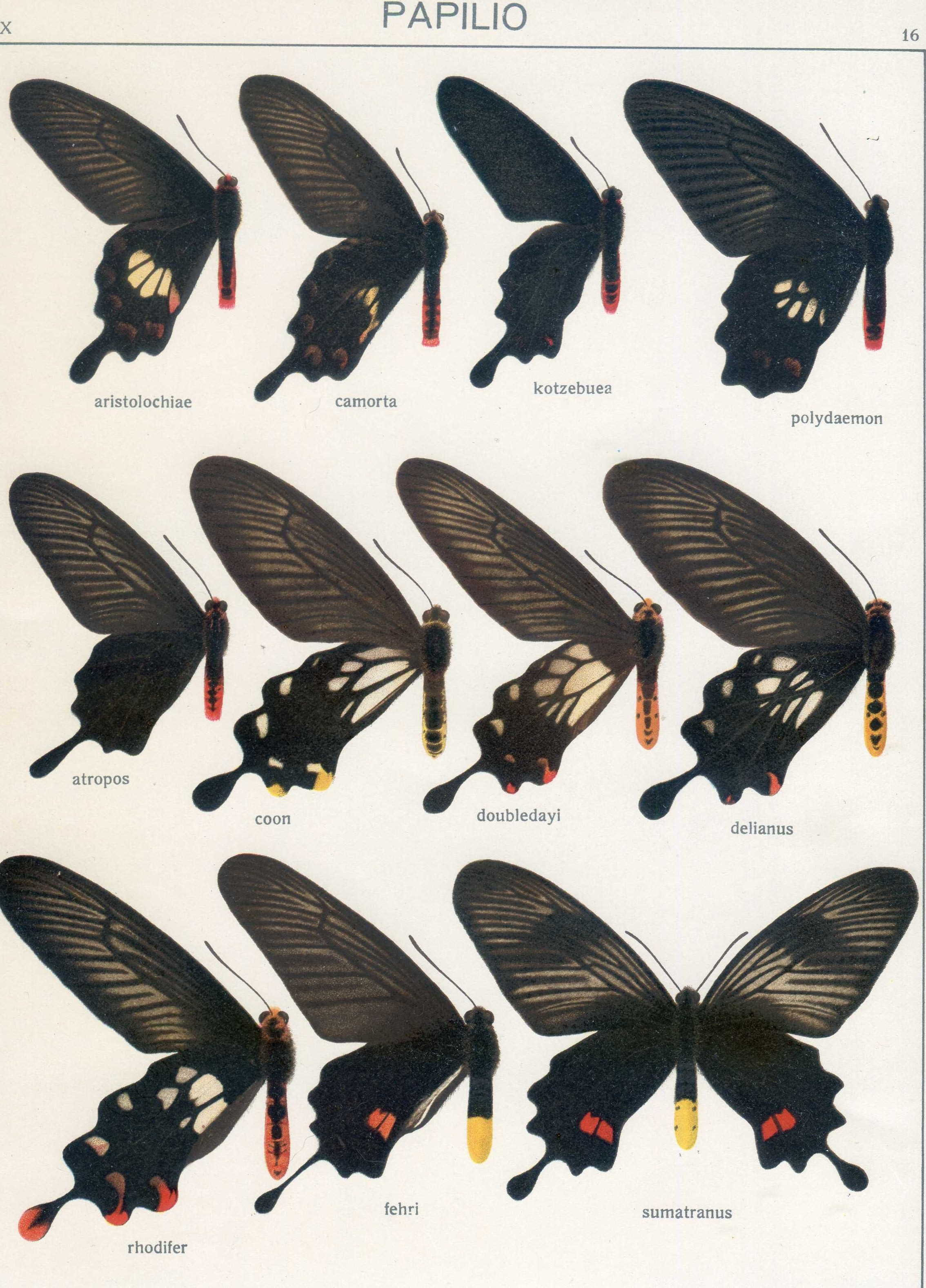

- Atrophaneura coon (Fabricius, 1793) – Common Clubtail
- Atrophaneura palu (Martin, 1912) – A fost considerată o subspecie a A. coon.[2]
- Atrophaneura rhodifer (Butler, 1876)
- Atrophaneura neptunus (Guérin-Méneville, 1840)

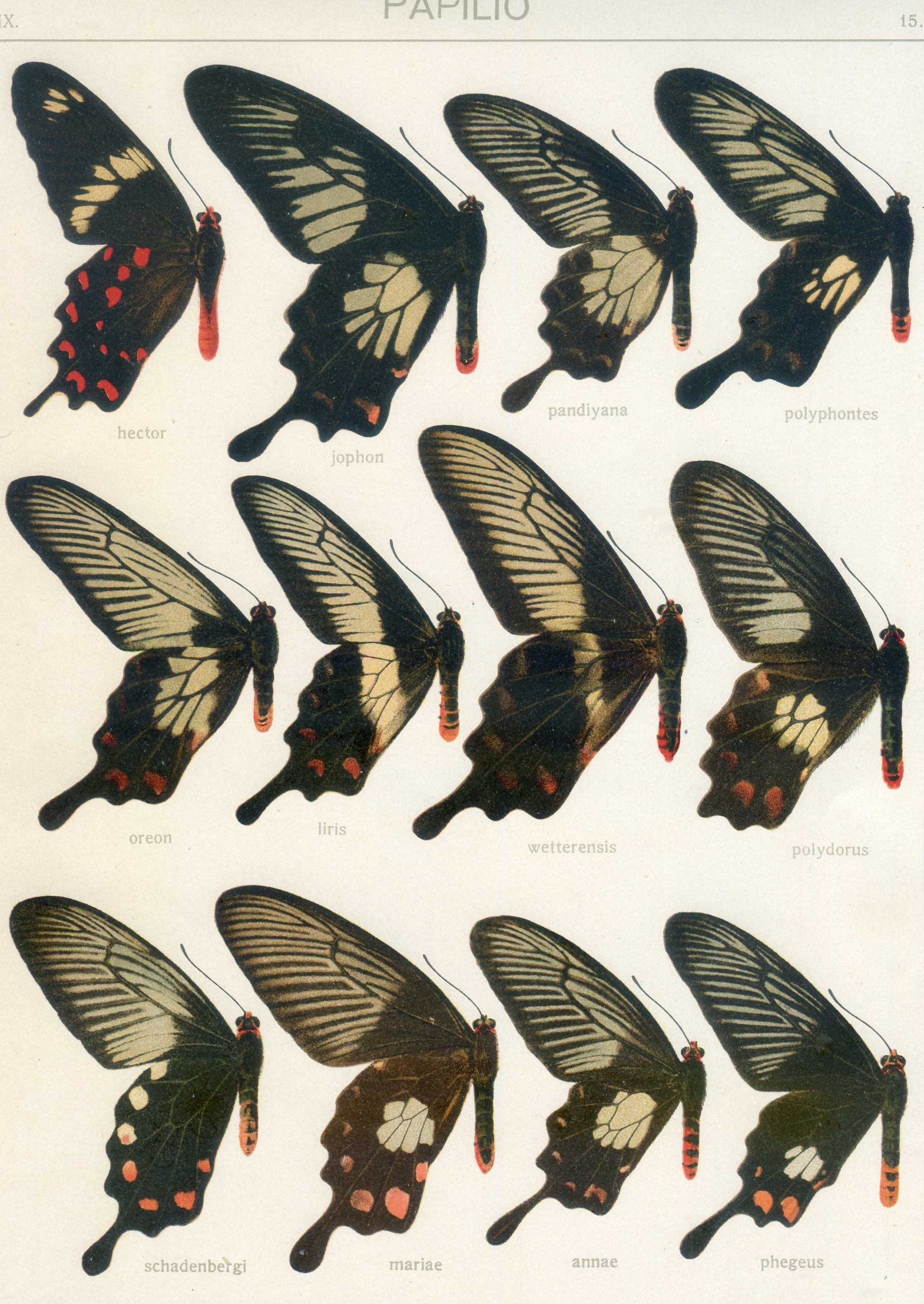

Grupul pachliopta (subgenul Pachliopta):
- Atrophaneura aristolochiae (Fabricius, 1775)
- Atrophaneura antiphus (Fabricius, 1793)
- Atrophaneura atropos (Staudinger, 1888)
- Atrophaneura hector (Linnaeus, 1758)
- Atrophaneura jophon (Gray, [1853])
- Atrophaneura kotzebuea (Eschscholtz, 1821)
- Atrophaneura leytensis (Murayama, 1978)
- Atrophaneura liris (Godart, 1819)
- Atrophaneura mariae (Semper, 1878)
- Atrophaneura oreon (Doherty, 1891)
- Atrophaneura pandiyana (Moore, 1881)
- Atrophaneura phlegon (C. & R. Felder, 1864)
- Atrophaneura polydorus (Linnaeus, 1763)
- Atrophaneura polyphontes (Boisduval, 1836)
- Atrophaneura schadenbergi (Semper, 1891)
- Atrophaneura strandi (Bryk, 1930)